# Dave Bald Eagle
David William Bald Eagle, né le 8 avril 1919 et mort le 22 juillet 2016, aussi connu sous le nom Chief David Beautiful Bald Eagle, est un acteur américain. D'origine  lakota (Miniconjou), il combat en Europe dans l'US Army durant la Seconde Guerre mondiale et est décoré de la Purple Heart. Il exercera divers métiers après guerre avant d'entamer sur le tard une carrière d'acteur dans le cinéma.

## Biographie
Dave Bald Eagle est né dans un tipi sur le côté ouest de Cherry Creek, sur le territoire de la réserve indienne de Cheyenne River dans le Dakota du Sud. Il est le petit fils du guerrier lakota White Bull.
Il s'engage et sert d'abord dans le 4e régiment de cavalerie des États-Unis (en). Durant la Seconde Guerre mondiale, il se ré-engage dans le 82e division aéroportée (All American Division) avec à laquelle il participe à la bataille d'Anzio en Italie, durant laquelle la Silver Star lui est décernée, et au débarquement de Normandie durant lequel il est blessé, blessure pour laquelle il reçoit la médaille Purple Heart.
Après la Seconde Guerre mondiale, il exerce différents métiers tels que percussionniste, pilote de course, joueur de baseball semi-pro et du rodéo avant de commencer sur le tard une carrière dans le cinéma.

## Filmographie sélective
- Danse avec les loups (1990) en tant que conseiller technique et extra[4],[3]
- Lakota Woman, siège à Wounded Knee (Lakota Woman: Siege at Wounded Knee) (1994) en tant que Old man
- Skins (en) (2002) en tant que Old Soldier
- Into the West (2005) épisode Wheel to the Stars en tant que Two Arrows
- Imprint (2007) en tant que Medicine Man
- Rich Hall's Inventing the Indian (en) (2012) (film documentaire TV) : lui-même
- River of Fundament (en) (2014) en tant que Norman III
- Neither Wolf Nor Dog (en) (2016) en tant que Dan